# Vongnes
Vongnes település Franciaországban, Ain megyében. Lakosainak száma 71 fő (2022. január 1.). Vongnes Ceyzérieu, Flaxieu és Marignieu községekkel határos.

## Népesség
A település népessége az elmúlt években az alábbi módon változott:
| Lakosok száma | 77   | 86   | 92   | 62   | 76   | 77   | 70   | 71   | 71   | 71   |
|               | 1968 | 1982 | 1990 | 2006 | 2011 | 2016 | 2017 | 2019 | 2020 | 2022 |